# Roze beukenkoraalzwam
De roze beukenkoraalzwam (Ramaria subbotrytis) is een koraalzwam uit de familie Gomphaceae. Het werd oorspronkelijk beschreven als Clavaria subbotrytis door William Chambers Coker in 1923 uit collecties gemaakt in North Carolina. Edred John Henry Corner bracht het in 1950 over naar het geslacht Ramaria.

## Kenmerken
De roze beukenkoraalzwam wordt gekenmerkt door een abrikoos- tot zalmkleurige takjes met gele toppen bij jonge vruchtlichamen, lichtrose vlees, hyfen zonder gespen. De sporen hebben in rijen geplaatste wratjes en meten 7,5-10,5 × 3-4,5 μm.

## Verspreiding
In Nederland komt de roze beukenkoraalzwam vrij zeldzaam voor. Hij staat op de rode lijst in de categorie 'Kwetsbaar'.